# Apelleia grossa
Apelleia grossa är en tvåvingeart som först beskrevs av Osten Sacken 1887.  Apelleia grossa ingår i släktet Apelleia och familjen kulflugor.
Artens utbredningsområde är Costa Rica. Inga underarter finns listade i Catalogue of Life.